# Руффак
Руффа́к (фр. Rouffach) — муніципалітет у Франції, у регіоні Гранд-Ест, департамент Верхній Рейн. Населення — 4186 осіб (01.01.2021).
Муніципалітет розташований на відстані близько 380 км на схід від Парижа, 80 км на південний захід від Страсбура, 15 км на південь від Кольмара.

## Історія
До 2015 року муніципалітет перебував у складі регіону Ельзас. Від 1 січня 2016 року належить до нового об'єднаного регіону Гранд-Ест.

## Демографія
Динаміка населення (INSEE ):
Розподіл населення за віком та статтю (2006):
| Стать | Всього | До 15 років | 15-24 | 25-44 | 45-64 | 65-85 | Понад 85 |
| --- | ------ | ----------- | ----- | ----- | ----- | ----- | -------- |
| Чоловіки | 2282   | 447         | 275   | 690   | 569   | 277   | 24       |
| Жінки | 2331   | 386         | 233   | 709   | 532   | 405   | 66       |
| \| Статево-вікова піраміда \| Статево-вікова піраміда \| Статево-вікова піраміда \| \| ----------------------- \| ----------------------- \| ----------------------- \| \| Чоловіки \| Вік \| Жінки \| \| 24 \| 85 + \| 66 \| \| 33 \| 80-84 \| 70 \| \| 74 \| 75-79 \| 107 \| \| 58 \| 70-74 \| 108 \| \| 112 \| 65-69 \| 120 \| \| 79 \| 60-64 \| 62 \| \| 144 \| 55-59 \| 140 \| \| 177 \| 50-54 \| 173 \| \| 169 \| 45-49 \| 157 \| \| 193 \| 40-44 \| 127 \| \| 180 \| 35-39 \| 247 \| \| 144 \| 30-34 \| 194 \| \| 173 \| 25-29 \| 141 \| \| 115 \| 20-24 \| 115 \| \| 160 \| 15-20 \| 118 \| \| 156 \| 10-14 \| 168 \| \| 127 \| 5-9 \| 107 \| \| 164 \| 0-4 \| 111 \| |        |             |       |       |       |       |          |
| Статево-вікова піраміда |        |             |       |       |       |       |          |
| Чоловіки | Вік    | Жінки       |       |       |       |       |          |
| 24 | 85 +   | 66          |       |       |       |       |          |
| 33 | 80-84  | 70          |       |       |       |       |          |
| 74 | 75-79  | 107         |       |       |       |       |          |
| 58 | 70-74  | 108         |       |       |       |       |          |
| 112 | 65-69  | 120         |       |       |       |       |          |
| 79 | 60-64  | 62          |       |       |       |       |          |
| 144 | 55-59  | 140         |       |       |       |       |          |
| 177 | 50-54  | 173         |       |       |       |       |          |
| 169 | 45-49  | 157         |       |       |       |       |          |
| 193 | 40-44  | 127         |       |       |       |       |          |
| 180 | 35-39  | 247         |       |       |       |       |          |
| 144 | 30-34  | 194         |       |       |       |       |          |
| 173 | 25-29  | 141         |       |       |       |       |          |
| 115 | 20-24  | 115         |       |       |       |       |          |
| 160 | 15-20  | 118         |       |       |       |       |          |
| 156 | 10-14  | 168         |       |       |       |       |          |
| 127 | 5-9    | 107         |       |       |       |       |          |
| 164 | 0-4    | 111         |       |       |       |       |          |

## Економіка
2010 року серед 3062 осіб працездатного віку (15—64 років) 2210 були активними, 852 — неактивними (показник активності 72,2%, у 1999 році було 67,2%). З 2210 активних мешканців працювало 2046 осіб (1098 чоловіків та 948 жінок), безробітними було 164 (96 чоловіків та 68 жінок). Серед 852 неактивних 347 осіб було учнями чи студентами, 298 — пенсіонерами, 207 були неактивними з інших причин.

У 2010 році в муніципалітеті числилось 1673 оподатковані домогосподарства, у яких проживали 3911,0 особи, медіана доходів виносила 20 926 євро на одного особоспоживача

## Персоналії
- Франсуа Жозеф Лефевр (1755—1820) — французький військовий діяч часів Французької революції та Першої імперії.